# 永蔵寺 (白河市)
永蔵寺（えいぞうじ）は、福島県白河市にある天台宗の寺院。

## 歴史
1336年（建武3年）に開山された。創建経緯について、元弘の乱で流罪となった円観に結城宗広が帰依して、後に円観を開山とする寺を創建した説。もう一つは、後醍醐天皇が楠木正成に下賜した千手観音が結城宗広の手に渡り、この千手観音を本尊とし、円観を名義上の開山とする寺を創建した説がある。いずれの説にしても円観と結城宗広が創建に関わっている。
当時、白河一帯で格式の高い寺であった。

## 交通アクセス
- 白河駅より徒歩12分。